# پمپ سرنگ

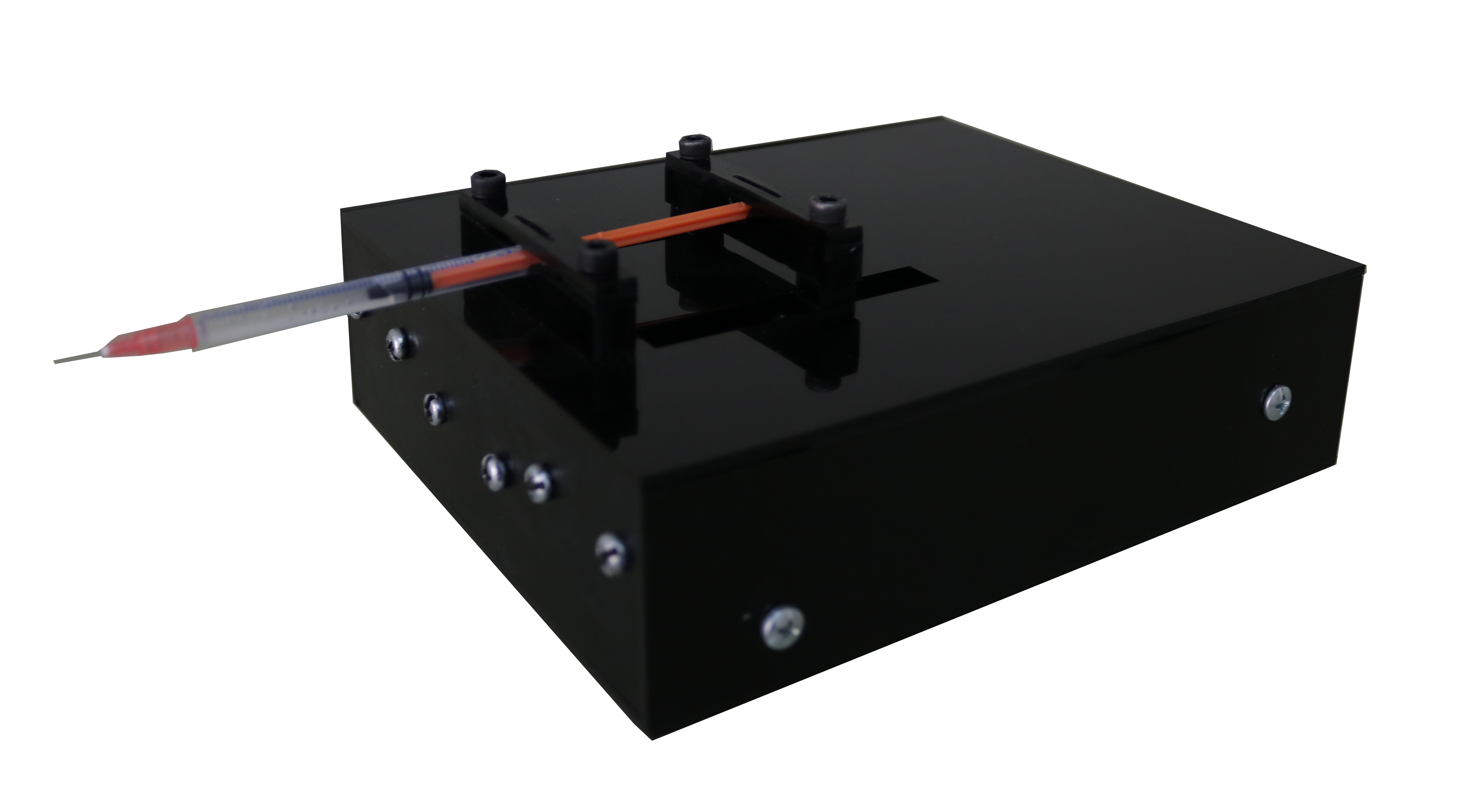
یک پمپ سرنگ برای کاربردهای آزمایشگاهی

پمپ سرنگی پمپی است که برای تزریق مقدار خاصی محلول از آن استفاده می‌شود. با پیشرفت علم پزشکی داروهای حساسی کشف شده‌اند که برای تزریق آنها به بیمار دقت زیادی لازم است. در تزریق این داروها عموماً دو مشکل عمده وجود دارد: یکی آنکه نیمه عمر بسیاری از آنها کوتاه است و سریعاً در سطح سرمی اثر می‌گذارند، به طوری که چند دقیقه تأخیر، تعجیل یا عدم دقت در دز تزریق شده، اثربخشی دارو بر بیمار را تغییر خواهد داد. دوم اینکه با توجه به حجم کم این داروها، سرعت تزریق نیز نقش بسیار زیادی در اثر بخشی داروها دارد، به طوری که با کمی خطا در سرعت تزریق، یا دارو اثر لازم را نخواهد داشت یا اینکه اثرات سوء over dose به وجود خواهد آمد.
امروزه دستگاه‌های مختلفی ساخته شده‌اند که با استفاده از یک سیستم میکروپروسسوری، دقت بالایی در سرعت و حجم تزریق انواع داروها، برای بیماران مختلف فراهم کرده است. از متداول‌ترین این دستگاه‌ها، انواع اینفیوژن پمپ، پمپ سرنگی، PCA(برای تزریق داروهای ضد درد)، پمپ تالاسمی، پمپ انسولین و پمپ‌های implant (که در داخل بدن کاشته می‌شوند) را می‌توان نام برد.
اساس کار این دستگاه، تزریق دارو با استفاده از سرنگ می‌باشد. از آنجا که عموماً قطر داخلی سرنگ استاندارد و ثابت است، می‌توان با تنظیم سرعت خطی حرکت پیستون سرنگ، سرعت تزریق را کنترل نمود. به طور معمول این دستگاه‌ها برای تزریق داروها در حجم‌های کم استفاده می‌شوند، چراکه عموماً از سرنگ‌های ۵ سی سی تا ۵۰ سی سی استفاده می‌کنند. از آنجایی که دقت این دستگاه‌ها در حد 0.1 cc/h می‌باشد، در استفاده از آنها عموماً داروها کمتر رقیق می‌شوند که این خود مزیتی است. چرا که در بسیاری از موارد، حجم زیاد مایعات بسیار مضر است و اگر بتوان داروهای بیمار را بدون آنکه دقت دستگاه به هم بخورد در حجم کم به بیمار تزریق کرد، تأثیر بسزایی در کیفیت درمان خواهد داشت.
این موضوع باعث شده است تا در بخش‌های قلبی CCUها بیشتر از پمپ‌های سرنگی استفاده شود تا پمپ‌های دیگری مثل اینفیوژن پمپ‌ها.

## اصول عملکرد
سرنگ پلاستیکی حاوی مایع در قسمت نگهدارنده قرار داده می‌شود، یک تیوب به همراه ست نگهدارنده (Giving Set) توسط یک سوزن یا کانولا (Cannula) به رگ بیمار یا مستقیماً به معده او متصل می‌گردد. هنگامیکه نرخ جریان مایع مشخص شد پمپ، پلانگر (Plunger) سرنگ را تحت فشار قرار داده تا مایع جریان پیدا کند. سرعت تزریق (حرکت پلانگر) وابسته به قطر سرنگ و نرخ جریان تنظیم شده برای پمپ است. زمانیکه پمپ در حال کار است، میزان نرخ جریان، حجم و فشار مایع دایماً اندازه‌گیری شده و هرگاه خطایی در این پارامترها یا سایر پارامترهای دیگر رخ دهد، آلارم دستگاه اپراتور را آگاه خواهد نمود.
تزریق زیاد یا حتی کم یک دارو خاص ممکن است برای هر بیمار بسیار خطرناک باشد، سرنگ‌های پلاستیکی تولید شده توسط تولیدکننده‌های مختلف کاملاً با هم یکسان نیست، به همین دلیل پمپ‌ها برای کار با نوع (Brand) خاصی از سرنگ‌ها مشخص می‌شود (انواع سرنگ‌های قابل استفاده به صورت برچسب بر روی دستگاه مشخص می‌گردد، در این صورت خطاهای قابل توجه در تغییرات نرخ جریان و حجم مایع زمانیکه از سرنگ‌های غیرمجاز استفاده شود، مشخص می‌گردد. نتیجه استفاده از پمپ‌های تزریق سرنگ، کنترل فشار مایع تزریقی و ممانعت از آسیب رسیدن به رگ بیمار حین افزایش احتمالی بیش از حد فشار تزریق است. فشار بالا، با آلارم بستن و انسداد (Occlusion) تیوب تزریق، همراه خواهد بود.
واحد اندازه‌گیری: میلی‌لیتر بر ساعت (ml/h)
مقادیر نوعی و متداول: ۰ تا ۲۵۰ میلی لیتر در ساعت (0-250 ml/h)

## مشکلات معمول
رسیدن بیش از اندازه یا کمتر از حد لازم دارو از نگرانی‌های استفاده از این پمپ‌هاست. در بعضی از مدل‌ها امکان تنظیم مقدار دارو و سپس قفل آن مقدار وجود دارد که تا حدی از این مشکل می‌کاهد. در مواردی که این قابلیت بر روی سیستم وجود ندارد، مراقبت متناوب لازم است. سرکشی مداوم جهت اطمینان از مناسب بودن فشار سیستم نیز توصیه شده است. افزایش فشار مایع، آسیب‌های فراوانی ایجاد می‌کند.